# هالیوود (آلاباما)
هالیوود (به انگلیسی: Hollywood) شهری در شهرستان جکسون ایالت آلاباما است که مساحت آن ۲۳٫۱۳ کیلومتر مربع است و در سرشماری سال ۲۰۱۰ میلادی، ۱۰۰۰ نفر جمعیت داشته و تراکم جمعیتی آن، ۴۳٫۲۳ نفر در هر کیلومتر مربع بوده است.